# Hhukwini
Hhukwini ist ein Inkhundla (Verwaltungseinheit) im Zentrum der Region Hhohho in Eswatini. Der Bezirk ist 178 km² groß. Die Verwaltungseinheit hatte 2007 gemäß Volkszählung 9.837 Einwohner.

## Geographie
Das Inkhundla liegt im Zentrum der Region Hhohho, östlich von Mbabane.

## Gliederung
Der Bezirk gliedert sich in die Imiphakatsi (Häuptlingsbezirke) Dlangeni, KaSiko, Lamgabhi und Sitseni.